# Gemeine Vogelspinne
Die Gemeine Vogelspinne (Avicularia avicularia) ist eine Vogelspinnenart, die in Mittel- und Südamerika vorkommt. Sie wurde erstmals 1758 von Carl von Linné als Aranea avicularia beschrieben. Bereits 1705 fertigte Maria Sibylla Merian einen Kupferstich der Spinne an. Sie ist baumbewohnend und gehört zu den Bombardierspinnen.

## Lebensraum
Das Verbreitungsgebiet umfasst Brasilien, Costa Rica, Venezuela, Guatemala, Guayana, Surinam und Trinidad und betrifft Feuchtsavannen und tropischen Regenwald.

## Merkmale

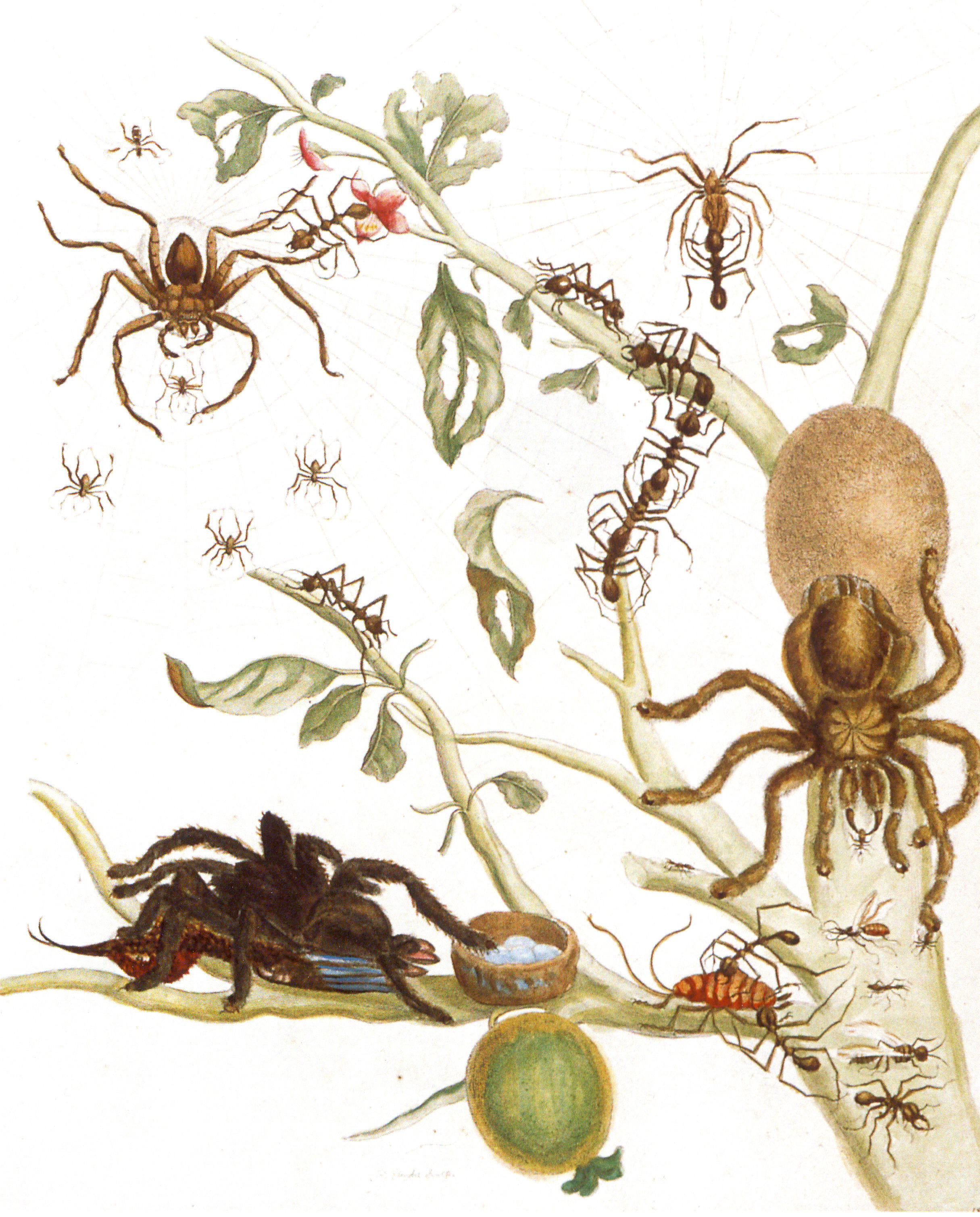
Kupferstich einer Avicularia avicularia von Maria Sibylla Merian 1705

Sie weist eine schlanke Körperform auf, das Weibchen erreicht eine Körperlänge von bis zu 7 Zentimetern, das Männchen 5 Zentimeter. Beide Geschlechter haben eine schwarze Färbung, bei den Weibchen sind die Tarsen rosafarben, bei den Männchen sind sie rötlich. Die Jungtiere sind ebenfalls schwarz, weisen jedoch auf dem Opisthosoma ein rotschwarzes Tannenbaum-Muster auf, und die Tarsen sind gelb-orange gefärbt. Die Lebenserwartung des Weibchens beträgt bis zu 12 Jahre, während das Männchen nach der letzten Reifehäutung nur noch kurze Zeit lebt.

## Lebensweise
Die Gemeine Vogelspinne hält sich in Löchern von hohen Bäumen auf, wo sie Wohnröhren anlegt und sie mit Seide bedeckt. Zum Nahrungserwerb verlässt sie sich auf ihren Tastsinn und sitzt nachts vor ihrer Höhle und wartet auf Beute. Der Giftbiss ist für einen Menschen eher nicht gefährlich, allerdings kann es zu einer Infektion durch Bakterien auf den Cheliceren kommen.

## Unterarten
Früher wurden zwei Unterarten unterschieden:
- Avicularia avicularia avicularia (Linnaeus, 1758)
- Avicularia avicularia variegata F. O. Pickard-Cambridge, 1896

Avicularia avicularia variegata wird mittlerweile unter Avicularia variegata F. O. Pickard-Cambridge, 1896 als eigenständige Art geführt.